# Djebel (cheval)
Djebel (1937-1958) était un cheval de course pur-sang anglais qui remporta le Prix de l'Arc de Triomphe avant de devenir un étalon important au sein de l'élevage de Marcel Boussac.  

## Carrière de courses
Pur produit de l'élevage Boussac, Djebel a bien failli ne pas courir sous les couleurs de son éleveur, puisque sa mère Loïka passa, pleine, sur le ring des ventes de Newmarket en décembre 1936. Âgée de 10 ans, modeste compétitrice, elle n'avait pas brillé non plus par ses qualités de reproductrice, si bien qu'elle ne put atteindre son prix de réserve, pourtant peu élevé, et fut retirée de la vente et rapatriée en France par son propriétaire. Bien lui en prit, puisque Loïka allait donner naissance en janvier à un fils du champion Tourbillon que Marcel Boussac allait nommer Djebel. Le poulain fut envoyé à l'entraînement à Chantilly, chez Albert Swann, qui lui donna un solide palmarès à 2 ans. Deuxième pour ses débuts à Longchamp, il se place dans le Prix d'Aumale et surtout dans le Morny, à Deauville. Nous sommes en août 1939, la guerre est déclarée et les courses sont interrompues en France. Mais pas immédiatement en Angleterre, où Djebel se rend pour participer, début novembre, aux Middle Park Stakes, et s'y impose brillamment devant le champion des 2 ans anglais, Tant Mieux.   
Au printemps 1940, la drôle de guerre bat son plein mais les courses ont repris, et Djebel effectue une rentrée victorieuse en mars, à Longchamp, avant de retraverser la Manche pour terrasser à nouveau les Anglais dans les 2000 Guinées. Et c'est seulement la défaite de la France qui l'empêchera d'y revenir assoir sa suprématie dans le Derby d'Epsom. Djebel reste donc en France, où le programme des courses est chamboulé par les aléas du conflit. Il ne recourra qu'à deux reprises en 1940, remportera le Prix d'Essai, équivalent de la Poule d'Essai des Poulains disputé en octobre, mais échouera mystérieusement dans un substitut au Prix du Jockey-Club organisé à Auteuil. L'année suivante, alors que la vie des courses retrouve un semblant de normalité, Djebel retrouve le chemin du succès, mais ne peut faire mieux que deuxième des Grand Prix de Saint-Cloud et de Chantilly, battu à chaque fois par Maurepas, un élève de Jean Prat qui avait empoché le Grand Prix de Paris 1940. Il fut néanmoins placé favori du Prix de l’Arc de Triomphe, qui n'avait pu avoir lieu les deux années précédentes, mais y fut battu par le jeune phénomène Le Pacha, invaincu et auteur du doublé Jockey-Club / Grand Prix de Paris, et son dauphin Nepenthe.  
Ce sera la dernière défaite de sa carrière. En 1942, Djebel, alors âgé de 5 ans et désormais entraîné par l'ex-jockey Charles Semblat (qui l'a d'ailleurs monté en course), enchaîne sept victoires en autant de sorties, toutes dans son jardin de Longchamp. Les Prix d'Harcourt et d'Hédouville tombent dans son escarcelle, et dans le Grand Prix de Saint-Cloud il prend sa revanche sur Le Pacha, lui infligeant au passage sa première défaite après une lutte mémorable. Le Prix de l'Arc de Triomphe arrive comme un point d'orgue idéal à sa carrière, et il ne manque pas cette occasion de l'achever par un triomphe.

### Résumé de carrière
| Date         | Hippodrome  | Pays        | Course                    |             | Jockey          | Place       | Écart       | Vainqueur ou deuxième |
| 1939, 2 ans  | 1939, 2 ans | 1939, 2 ans | 1939, 2 ans               | 1939, 2 ans | 1939, 2 ans     | 1939, 2 ans | 1939, 2 ans | 1939, 2 ans           |
| ------------ | ----------- | ----------- | ------------------------- | ----------- | --------------- | ----------- | ----------- | --------------------- |
| Juin         | Chantilly   | France      |                           | ―           | ―               | 2e / 6      | 1           | Lighthouse            |
| Juin         | Longchamp   | France      | Prix de Chatou            | 1 000 m     | ―               | 1er / 7     | 3           | Furane                |
| Juillet      | Chantilly   | France      | Prix d'Aumale             | ―           | ―               | 2e / 7      | 1 ½         | Lighthouse            |
| Août         | Deauville   | France      | Prix Morny                | 1 200 m     | ―               | 2e          | 3/4         | Furane                |
| 1er novembre | Newmarket   | Royaume-Uni | Middle Park Stakes        | 1 200 m     | Charlie Elliott | 1er / 20    | 2           | Tant Mieux            |
| 1940, 3 ans  |             |             |                           |             |                 |             |             |                       |
| 30 mars      | Longchamp   | France      | Prix Lagrange             | ―           | ―               | 1er         | ―           | ―                     |
| Avril        | Newmarket   | Royaume-Uni | 2000 Guinées              | 1 600 m     | Charlie Elliott | 1er / 21    | 2           | Stardust              |
| 27 octobre   | Auteuil     | France      | Prix d'Essai              | 1 600 m     | Charlie Elliott | 1er         | 1           | Maurepas              |
| 3 novembre   | Auteuil     | France      | Prix du Jockey Club       | 2 600 m     | Charlie Elliott | 3e / 8      | 2           | Quicko                |
| 1941, 4 ans  |             |             |                           |             |                 |             |             |                       |
| 19 avril     | Longchamp   | France      | Prix Boiard               | 2 000 m     | ―               | 1er         | ―           | ―                     |
| 22 mai       | Longchamp   | France      | Prix d'Harcourt           | 2 000 m     | Ch. Semblat     | 1er         | ―           | Quicko                |
| 8 juin       | Longchamp   | France      | Prix d'Hédouville         | 2 400 m     | ―               | 1er         | ―           | ―                     |
| 6 juillet    | Longchamp   | France      | Grand Prix de Saint-Cloud | 2 500 m     | ―               | 2e          | 1           | Maurepas              |
| 7 septembre  | Longchamp   | France      | Prix de Chantilly         | 2 400 m     | ―               | 2e / 6      | 1 ½         | Maurepas              |
| 5 octobre    | Longchamp   | France      | Prix de l'Arc de Triomphe | 2 400 m     | J. Doyasbère    | 2e / 7      | 2           | Le Pacha              |
| 1942, 5 ans  |             |             |                           |             |                 |             |             |                       |
| 6 avril      | Longchamp   | France      | Prix des Sablons          | 2 000 m     | J. Doyasbère    | 1er / 16    | ―           | ―                     |
| Avril        | Longchamp   | France      | Prix Boiard               | 2 000 m     | ―               | 1er         | ―           | ―                     |
| Mai          | Longchamp   | France      | Prix d'Harcourt           | 2 000 m     | J. Doyasbère    | 1er         | ―           | ―                     |
| Juin         | Longchamp   | France      | Prix d'Hédouville         | 2 400 m     | J. Doyasbère    | 1er         | ―           | ―                     |
| 5 juillet    | Longchamp   | France      | Grand Prix de Saint-Cloud | 2 500 m     | J. Doyasbère    | 1er         | tête        | Le Pacha              |
| 6 septembre  | Longchamp   | France      | Prix de Chantilly         | 2 400 m     | ―               | 1er         | ―           | ―                     |
| 4 octobre    | Longchamp   | France      | Prix de l'Arc de Triomphe | 2 400 m     | J. Doyasbère    | 1er / 9     | 2           | Tornado               |

## Au haras
Retirée au haras de son propriétaire, le Haras de Fresnay-le-Buffard en Normandie, Djebel s'avéra un étalon de grande valeur, tête de liste des étalons à deux reprises (1949, 1956), et laissant au moins 35 de ses fils poursuivre son œuvre au stud, aux quatre coins du monde, de l'Argentine au Japon, en passant par le Brésil, l'Australie ou l'Angleterre. Il a ainsi grandement contribué à perpétuer la lignée de Byerley Turk au 21e siècle. Parmi ses meilleurs produits, citons d'abord Coronation, lauréate du Prix Robert Papin, des Queen Mary Stakes, de la Poule d'Essai des Pouliches et du Prix de l'Arc de Triomphe en 1949, puis Apollonia (Prix de Diane, Poule d'Essai des Pouliches), Galcador (Derby), Djeddah (Eclipse Stakes, Champion Stakes), ou Arbar (Ascot Gold Cup). 
Il eut également une influence notable chez les chevaux de sport en engendrant le champion My Babu, lauréat des 2000 Guinées, et père à son tour de JJ Babu, médaille d'or en concours complet aux Jeux olympiques de 1984. On retrouve sa trace dans le pedigree de plusieurs champions de saut d'obstacles et de dressage, parmi lesquels Bolero. 

## Hommage
Le Prix Djebel, un groupe 3 qui sert de préparatoire aux classiques, lui rend hommage chaque année.

## Origines
Djebel est un fils de Tourbillon, un lauréat du Prix du Jockey Club devenu un pilier de l'élevage Marcel Boussac en donnant, outre Djebel, Coaraze (Prix du Jockey Club, Grand Prix de Saint-Cloud, Prix d'Ispahan), Goya (St. James's Palace Stakes, deux fois tête de liste des étalons en France), Ambiorix (Grand Critérium, Prix Lupin, tête de liste des étalons américains en 1961) et surtout l'invaincu Caracalla (Prix de l'Arc de Triomphe, Grand Prix de Paris, Prix Royal Oak, Gold Cup).
On l'a dit, Loïka, la mère de Djebel, faillit bien échapper à l'élevage Boussac. Deux ans après Djebel, elle délivra un autre cheval de grande valeur, Hierocles, invaincu en six sorties et double lauréat du Prix d'Ispahan. 

### Pedigree
| Origines de Djebel (FR), mâle bai né en 1937 | Origines de Djebel (FR), mâle bai né en 1937 | Origines de Djebel (FR), mâle bai né en 1937 | Origines de Djebel (FR), mâle bai né en 1937 |
| -------------------------------------------- | -------------------------------------------- | -------------------------------------------- | -------------------------------------------- |
| Père Tourbillon                              | Ksar                                         | Brûleur                                      | Chouberski                                   |
| Père Tourbillon                              | Ksar                                         | Brûleur                                      | Basse Terre                                  |
| Père Tourbillon                              | Ksar                                         | Kizik Kourgan                                | Omnium II                                    |
| Père Tourbillon                              | Ksar                                         | Kizik Kourgan                                | Kasbah                                       |
| Père Tourbillon                              | Durban                                       | Durbar                                       | Rabelais                                     |
| Père Tourbillon                              | Durban                                       | Durbar                                       | Armenia                                      |
| Père Tourbillon                              | Durban                                       | Banshee                                      | Irish Lad                                    |
| Père Tourbillon                              | Durban                                       | Banshee                                      | Frizette                                     |
| Mère Loika                                   | Gay Crusader                                 | Bayardo                                      | Bay Ronald                                   |
| Mère Loika                                   | Gay Crusader                                 | Bayardo                                      | Galicia                                      |
| Mère Loika                                   | Gay Crusader                                 | Gay Laura                                    | Beppo                                        |
| Mère Loika                                   | Gay Crusader                                 | Gay Laura                                    | Galeottia                                    |
| Mère Loika                                   | Cœur à Cœur                                  | Teddy                                        | Ajax                                         |
| Mère Loika                                   | Cœur à Cœur                                  | Teddy                                        | Rondeau                                      |
| Mère Loika                                   | Cœur à Cœur                                  | Ballantrae                                   | Ayrshire                                     |
| Mère Loika                                   | Cœur à Cœur                                  | Ballantrae                                   | Abeyance (famille 5-j)                       |